# Kommissarin Lucas – Das Totenschiff
Das Totenschiff ist ein Film des ZDF, der Teil der Serie Kommissarin Lucas ist. Thomas Berger führte, wie schon bei den vorausgegangenen sechs Folgen, Regie bei dem 2007 ausgestrahlten Fernsehfilm. Kommissarin Lucas (Ulrike Kriener) muss in ihrem siebten Fall in Regensburg den mysteriösen Tod einer Seniorengruppe aufklären, die sich auf einer Butterfahrt befand. Hauptgaststars dieser Folge sind Jenny Schily, Max Tidof, Hannes Jaenicke und Hans Peter Hallwachs.

## Handlung
Kriminalhauptkommissarin Ellen Lucas eilt mit ihrem Vorgesetzten Boris Noethen zu einem Schiff auf der Donau, wohin sie gerufen worden sind. Dort bietet sich den Kommissaren ein grausamer Anblick. Zwölf alte Menschen haben hier den Tod gefunden. Nur eine Frau hat überlebt, Greta Wache. Von Toni Kehring, dem Betreuer von einigen der alten Leute, fehlt jede Spur. Schnell ist klar, dass Zyankali im Amaretto den Tod der Menschen verursacht hat. Lucas muss von Raubmord ausgehen, da den Toten all ihre Wertsachen, wie Schmuck, Geldbörsen und Kreditkarten, abgenommen worden sind. Als Lucas und Noethen sich bei Anne Kehring nach deren Mann erkundigen wollen, benimmt diese sich auffällig und reagiert extrem gereizt auf die Fragen der Kommissare. 
Fünf der Opfer waren Patienten der Stadtklinik, zwei kamen aus Regensburg und Umgebung, der Rest sei unbekannt, erläutert Lucas ihrem Team. Der Täter habe das Zyankali mit Mandellikör vermischt, damit man es nicht schmecke, Kommissar Schiff ergänzt, laut Wikipedia seien etwa 140 mg davon tödlich. Lucas sucht ein Gespräch mit Peter Sion, dem für Greta Wache zuständigen Arzt. Sie erfährt, dass die Frau vom Brustwirbel ab gelähmt und zurzeit nicht vernehmungsfähig ist.
Lucas fällt es sehr schwer, als sie ihren engsten Mitarbeiter Stefan Deuter disziplinieren muss, da er unbefugt in das Haus des Verdächtigen Kehring eingedrungen und dabei erwischt worden ist. Sie merkt zwar, dass irgendetwas mit ihm ist, kann ihn jedoch nicht dazu bringen, sich ihr zu offenbaren. Inzwischen hat der Entertainer Rolf Gembel, der die Leute auf dem Schiff unterhalten soll, sein Wissen an die Presse weitergegeben, wodurch bekannt wird, dass eine Frau den Giftanschlag überlebt hat. Das bringt Greta Wache in zusätzliche Gefahr. Und dann wird Wache tatsächlich aus dem Krankenhaus entführt. Lucas nimmt Peter Sion ins Gebet. Er verweist darauf, dass Wache Medikamente benötige, wenn sie diese nicht innerhalb der nächsten 24 Stunden bekäme, würde das ihren Tod bedeuten.
Lucas lädt Anne Kehring zum Verhör vor, man hat herausgefunden, dass von den Konten der Toten in den letzten Monaten circa 1,8 Millionen € abgehoben worden sind. Kehring, die einen Pflegedienst leitet, beschwert sich, dass sie in der letzten Zeit immer mehr Patienten verliere, die aufgrund der Berichterstattung in der Presse nun Angst vor ihr hätten, zudem müsse sie am Telefon Schimpftiraden über sich ergehen lassen. Die alten Kranken seien nicht nur dankbar, sondern auch verbittert, sie hassen die Welt, ihre Kinder, die sie vergessen haben, ihre Unbeweglichkeit, ihren kranken unfähigen Körper, das alles würden die Pflegekräfte abbekommen.
Dann jedoch taucht die Leiche von Toni Kehring auf und Noethen und Lucas ist klar, dass sie die ganze Zeit eine falsche Spur verfolgt haben. Da auch die Spur zum Kapitän des Schiffes und seiner Familie ins Leere führt, sind Noethen und Lucas sich sicher, dass dann nur noch der Entertainer Rolf Gembel bleibe. Er gibt zu, mit den Karten der Toten Geld von deren Konten abgehoben zu haben, bestreitet jedoch entschieden, mit der Mordtat etwas zu tun zu haben.
Inzwischen weiß Lucas auch, warum Stefan Deuter sich so seltsam verhalten hat. Seine Großmutter, die ihn aufgezogen hat, war unter den Toten auf dem Schiff. Sie hat Stefan einen Abschiedsbrief hinterlassen, den Lucas ihm auf seine Bitte hin vorliest. Sie deutet darin an, dass sie ihr Vermögen, denen hinterlassen habe, die es wirklich bräuchten. Stefan erzählt Lucas, dass seine Großmutter einen sehr schlechten Befund hatte und nicht mehr allein hätte leben können. Er habe sich daraufhin nach einem Heim erkundigt, was hätte er denn sonst tun sollen, meint er bitter. 
Es stellt sich heraus, dass Anne Kehring die zwölf alten Menschen und auch ihren Mann Toni auf dem Gewissen hat. Die Alten hätten unter Schmerzen gelitten und ein Recht gehabt, davon erlöst zu werden, und ihr Vermögen hätten sie alle freiwillig für ein großartiges Projekt gegeben, in dem Familien in Drei-Generationen-Häusern zusammenleben könnten. Dieses Projekt wurde von Dr. Peter Sion ins Leben gerufen, dem Mann, mit dem Anne Kehring ein Verhältnis hat. Sion, der dem Verhör hinter der Scheibe beiwohnen kann, kann nicht glauben, was er da hört. Er wusste von all dem nichts. 
Greta Wache kann nach dem Hinweis von Anne Kehring gerade noch rechtzeitig gefunden werden. Ihr Mann Adam war es, der den gemeinsamen Selbstmord mittels des von Anne Kehring erworbenen Zyankalis organisiert hatte.

## Produktion

### Dreharbeiten, Veröffentlichung
Der Film wurde im Zeitraum 21. August bis 28. Oktober 2006 in Regensburg und Umgebung gedreht und am 24. November 2007 zur Hauptsendezeit im ZDF erstausgestrahlt.
Die sechs ersten Folgen der Serie wurden am 8. Oktober 2010 von der Edel Germany GmbH auf DVD veröffentlicht, wobei die vierte Folge Das Verhör aus lizenzrechtlichen Gründen nicht mehr Teil der in Box 1 veröffentlichten sechs Folgen ist, auch wenn ein inzwischen ergangenes Urteil des Landgerichts Koblenz die Ausstrahlung und Verbreitung des Films ausdrücklich nicht untersagt. Zudem gab die Edel Germany GmbH am 8. Oktober 2010 auch eine Gesamtbox mit den ersten zwölf Filmen (ausgelassen wurde auch hier Folge vier) heraus.

### Privates der Kommissare
Ellen Lucas’ Schwester Rike bezieht eine eigene Wohnung im Haus von Max Kirchhoff, nachdem es zwischenzeitlich zu Differenzen zwischen den Schwestern kam, und Rike entschlossen war, Regensburg wieder den Rücken zu kehren. Auch zwischen Boris Noethen und Lucas entspannt sich die Lage wieder, nachdem sie ihn in einer verfänglichen Situation mit Rike überrascht hatte. Max wird in dieser Folge mit dem Verdacht auf Herzinfarkt ins Regensburger Krankenhaus eingeliefert. Er muss dort eine Zeit lang zur Beobachtung bleiben, ist aber am Ende der Folge wieder ganz der Alte.

### Hintergrund
Ulrike Kriener äußerte zum Auftauchen einer Schwester von Ellen Lucas (erstmals am Ende der vorangegangenen Folge), man habe „dramaturgisch etwas gesucht“, um Ellen Lucas zu „beleben, sie privat und emotionaler sehen“ zu können: „Die Familie ist immer das, was sie am meisten aus der Bahn wirft; deshalb die ungleiche Schwester und dieses sprengstoffgeladene Verhältnis.“

## Kritik
Die Kritiker der Fernsehzeitschrift TV Spielfilm vergaben für Humor, Anspruch und Spannung jeweils einen von drei möglichen Punkten, zeigten mit dem Daumen zur Seite und zogen das Fazit: „Ein Krimi, der gern mehr wär, als er ist“. Auch wenn die Reihe sicher „um Qualität bemüht“ sei und „ihre Momente“ habe, werde dieser Fall „bald durchsichtig“, auch „Tiefgang stell[e] sich kaum ein“ und zudem wirke „das Dasein der Lucas als Schmerzensfrau (mit Anke Engelke als Schwester) arg überzogen“.
Rainer Tittelbach von tittelbach.tv sah das anders und sprach von einer „bemerkenswerten ‚Kommissarin-Lucas-Episode‘“, in der es „um das Sterben in unserer Gesellschaft, um das Altsein, um die Angst vor der Pflege“ gehe. ‚Das Totenschiff‘ biete „mehr als die übliche Krimiunterhaltung, wie sich im Laufe der 90 Minuten herausstellen“ werde, befand Tittelbach. Auch habe „die Redaktion gut daran getan, das Umfeld von Ellen Lucas ein wenig aufzufrischen“, indem man ihr eine „jüngere Schwester, spontaner Wildfang und genaues Gegenbild der Heldin an die Seite gestellt“ habe.
Bei Kino.de war man der Meinung Kommissarin Lucas „steh[e] schließlich nicht nur für Anspruch, sondern auch für Botschaft“. Nachdem es letztes Mal in der Folge German Angst um „den Themenkomplex Asyl und Abschiebung“ gegangen sei, werde nun „wortreich die Sterbehilfe debattiert“. Auch wenn „aktuelle Ereignisse der Geschichte zwar eine gewisse Brisanz“ verleihen würden, tue es Krimis „erfahrungsgemäß nur selten gut, wenn sie als Vehikel für gesellschaftliche Diskurse herhalten“ müssten. „Ausnahmsweise“ leide „die Spannung des Films […] allerdings nur wenig“.
Prisma sprach von einem „solide und spannend inszenierten Fall mit eine[r] ungewöhnlichen Auflösung“. „Die soziale Komponente – das Leben älterer Menschen in unserer Gesellschaft –“ spiele hier „eine größere Rolle als die eigentliche Kriminalgeschichte“.